# Frank van Leeuwen
Frank van Leeuwen (Weert, 12 juli 1995) is een Nederlandse presentator.
Van 2013 tot 2018 studeert hij aan de Universiteit van Tilburg en behaalt een bachelor- en mastergraad in bestuurskunde. In het studiejaar 2016-2017 is hij voorzitter van Fractie Front, de medezeggenschapsvereniging voor het vertegenwoordigen van de Tilburgse studenten in de Universiteitsraad. Deze tijd noemt hij het mooiste jaar uit z'n leven.
Na een stage bij de afdeling mediabeleid op het Ministerie van Onderwijs, Cultuur en Wetenschap start Van Leeuwen in 2018 z'n loopbaan als politiek redacteur bij Omroep WNL. In 2020 wordt hij verslaggever bij het WNL-ontbijtprogramma Goedemorgen Nederland, waar hij sinds 2022 presentator in de studio is en sinds 2024 een presentatieduo vormt met Welmoed Sijtsma. Inmiddels heeft hij in die rol ook regelmatig politici geïnterviewd, waaronder premiers Rutte en Schoof.
In maart 2018 staat Van Leeuwen als derde op de kieslijst van het CDA voor de gemeenteraadsverkiezingen van Cranendonck, waar Budel-Schoot, waar hij is opgegroeid en zijn woonplaats van dat moment, sinds 1997 onder valt. De partij haalt zes zetels en Van Leeuwen komt in de raad. In januari 2019 neemt hij afscheid van de raad, omdat hij deze functie niet wil combineren met die van politiek verslaggever. 

## Privé
Van Leeuwen woont met z'n partner, die ook in de media werkt, in Utrecht. Tot zijn hobby's telt hij carnaval en voetbal.